# Michèle Mercier
Michèle Mercier, eredeti neve: Jocelyne Yvonne Renée Mercier (Nizza, 1939. január 1. –) francia színésznő, táncosnő, énekesnő.

## Élete
1939. január 1-jén született Nizzában (Alpes Maritimes) egy gyógyszerész lányaként. 8 évesen egyesítette szülővárosa növendékeit, majd 17 évesen csatlakozott az Eiffel Torony Balett Társulatának tagjai közé, Roland Petit irányítása alatt. Ezzel párhuzamosan színművészeti képzésre is járt. Találkozott Denys de La Patellière-rel, aki rábízott egy zavarbaejtő szobalányi szerepet a Mindennek ára van c. filmben. Az ő teltidomú szépsége kezdettől fogva korlátok közé zárta a játékban. Ennél a filmnél kérték tőle, hogy cserélje le a keresztnevét Michèle-re, mert az jobban eladható, mint az övé. Játszott még Léonide Moguy irányítása alatt, aki sztárt csinált belőle a Donnez-moi ma chance , és Robert Lamoureux-val a La Brune que volià c. darabban való alakításával (színházban, aztán moziban). Egy rövid hollyvoodi utazás után egy rövidfilm-sorozat turnén vett részt Gene Kelly-vel Egy amerikai Párizsban címmel az amerikai televízió számára. Játszott François Truffaut-val (Lőj a zongoristára), Jean-Pierre Melville-lel (A legidősebb Ferchaux), Jacques Deray-jel (Symphonie pour un massacre), aztán Olaszországba ment karriert csinálni. Utána  szerepelt Rissi Szörnyetegek és Zampa Les Années rugissantes c. filmjében.

## Filmográfia
- 1972 – A vadon szava (The Call of the Wild) – Calliope Laurent
- 1970 – Nem lehetsz mindig győztes (You Can’t Win ’Em All)  – Aila
- 1970 – Drakula a rettegés kastélyában (Nella stretta morsa del ragno) – Elisabeth
- 1968 – Angélique és a szultán (Angelique et le Sultan) – Angelique de Peyrac
- 1967 – A legyőzhetetlen Angélique (Indomptable Angélique) – Angélique de Peyrac
- 1966 – Angélique és a király (Angélique et le Roy) – Angélique de Plessis-Bellière
- 1965 – Casanova ’70 – Noelle
- 1964 – Angélique, az angyali márkinő (Angélique, marquise des anges) – Angélique Sancé de Monteloup, Peyrac grófnője
- 1963 – Szörnyetegek (I mostri) – Maria
- 1963 – Nyári bolondságok (Frenesia dell’estate) –  Gigi
- 1963 – A csütörtök (Il giovedì) – Elsa
- 1962 – A legidősebb Ferchaux (L’aîné des Ferchaux) – Lou
- 1961 – Aladdin csodái (Le meraviglie di Aladino) – Zaina hercegnő
- 1960 – Lőj a zongoristára (Tirez sur le pianiste) – Clarisse
- 1960 – Az angyal vezeti a táncot (Le saint mène la danse) – Dany
- 1959 - Egy angyal a Földön (Ein Engel auf Erden) – Augusta de Munchenberg
- 1957 – Mindennek ára van  (Retour de manivelle)  – Jeanne